# Pu'er (te)
Den här artikeln handlar om tesorten. För orten med samma namn, se Pu'er.

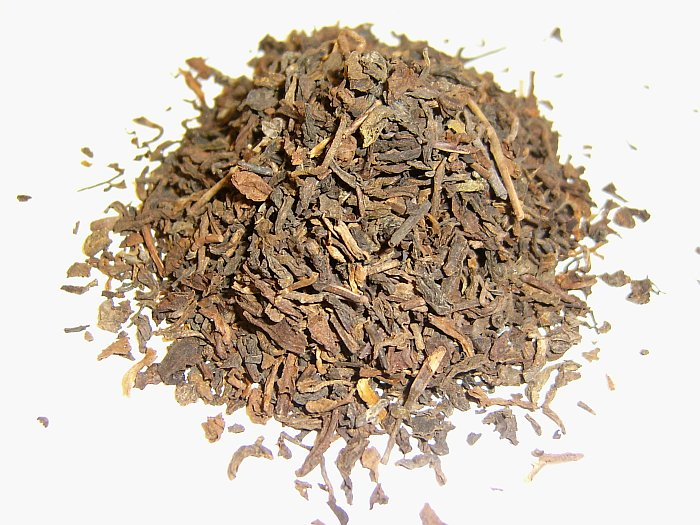
Pu'er-te

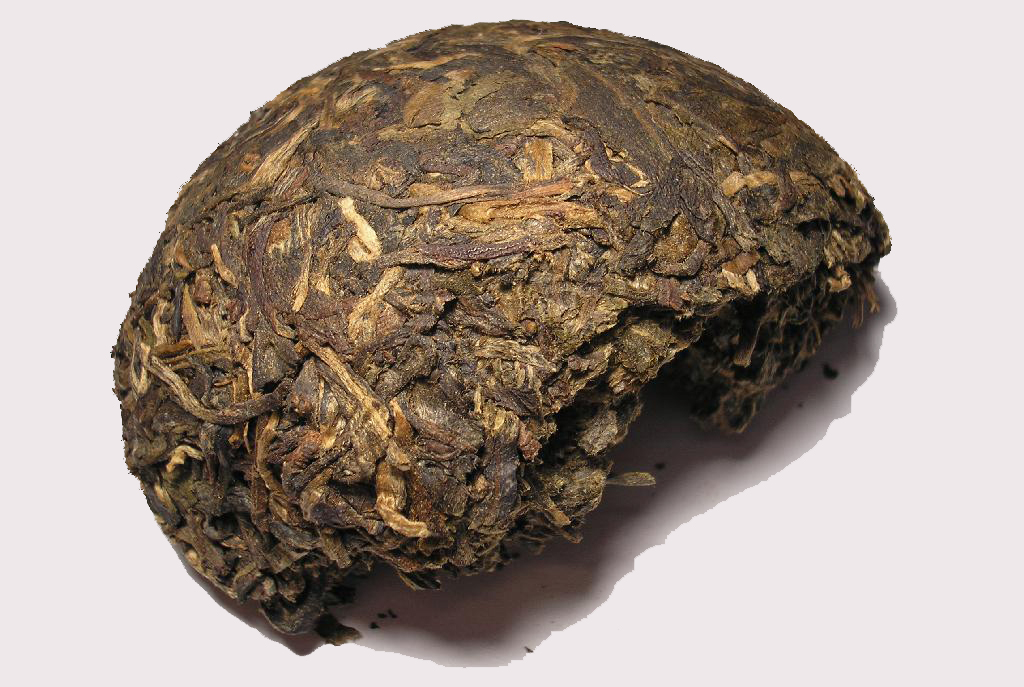
Pu'er-tekaka

Pu'er eller pu'er-te (kinesiska: 普洱/普洱茶), ofta stavat pu-erh, är ett te inom den grupp av efterfermenterade teer som i Kina kallas svarta (inte att förväxlas med det långt vanligare te som på svenska brukar kallas svart men i asiatiska språk oftast kallas "rött"). Namnet kommer av Pu'er, den ort i den sydvästliga provinsen Yunnan som är centrum för odling och försäljning av teet. Te producerat utanför Yunnan får inte marknadsföras som pu'er i Kina, fast i västen blir pu'er ofta använd som samlande namn för efterfermenterade teer. Det tillskrivs positiva hälsoeffekter och vinner i värde på att lagras. Dess smak ändras starkt genom lagringen, men traditionellt är det särskilt den fysiska och mentala effekten teet blir tillskriven som värderas mest i östra traditionen. Detta kallas "cha qi" (茶氣) på kinesiska som kan bokstavligt översättas som "teenergi" och är ansedd att ökas genom rätt lagring.

## Historia
Pu'er odlas i det område i sydvästra Kina där teträdet ursprungligen växte vilt och har en mycket lång historia. Traditionellt har pu'er varit ett billigt brickte som druckits lokalt och sålts till folk i västra Kina, men de senaste 10-20 åren har teet fått rykte om sig att vara (även för te) ovanligt hälsosamt och priset har stigit kraftigt liksom efterfrågan och produktionen. Provinsen Guangdong står idag för den största konsumtionen men även exporten till utlandet har ökat betydligt på senare år. Utvecklingen har möjliggjorts genom utformningen av en process för att snabbåldra teet.

## Framställning
Pu'er framställs huvudsakligen av den i Yunnan vanligaste tebusksvarianten, Storbladigt Yunnante. Efter plockning upphettas bladen för att oxidation inte ska påbörjas varefter de rullas, torkas och slutligen pressas samman i "tekakor" (chá bǐng, 茶饼, på kinesiska), vanligen med mellan 300 och 500 grams vikt. Runda kakor har traditionellt pressats vägande 357 gram, fast mindre kakor har ökat i försäljning mer nyligen, särskilt i västra världens marknad. Dessa kakor packas först i papper och sedan vanligen sju och sju i behållare gjorda av blad. En mindre del pu'er säljs också som löste och förutom de vanliga kakorna pressas pu'er också i andra former som exempelvis klumpar, brickor och skålar.
Det som skiljer pu'er från svart te och de gröna är att de tillåts fermentera efter torkningen, en process som sätter igång av sig själv i ett varmt och fuktigt klimat. Till skillnad från oxidation (vilket inom tenäringen ofta kallats fermentrering på grund av direktöversättning från kinesiska) är detta en mycket komplex historia som inkluderar både kemiska och biologiska processer. Oxidation är en central del i produktionen av svarta och Oolong-teer medan den förekommer naturligt till mindre grad i produktionen av pu'er.
Beroende på i vilket klimat teet förvaras tar fermenteringen olika lång tid, men vanligen aldrig kortare än några år och till skillnad från gröna teer som efter ett eller två år tappat det mesta av sin smak anses pu'er bli bättre ju längre det lagras (liksom vid lagring av vin finns det dock alltid en bortre gräns varefter teet tappar i smak). Teet kan också drickas tidigt och smakar då något likt ett grönt te på grund av liknande produktionsprocess.
År 1972 uppfanns en process för att snabba på åldrandet genom lagring i en kontrollerad varm och fuktig miljö och man skiljer därför idag på två slag av pu'er: de "färska" (sheng 生) som görs på traditionellt vis och de "färdiga" eller "kokta" (shu 熟) som framställs på det nya snabbare sättet. De flesta är ense om att den naturligare åldringsprocessen ger ett bättre resultat, men ett "färdigt" pu'er av god kvalitet är ändå bättre än ett "färskt" av låg kvalitet. Även "färdiga" teer brukar vinna i smak på några års förvaring, särskilt eftersom den hastiga fermenteringsprocessen kan resultera i för starka (och därför oangenäma) smaknoter som reduceras med tid.

## Tillredning
De flesta dricker pu'er på samma sätt som gong fu-te, alltså starkt och bryggt i en mycket liten tekanna eller gaiwan, med vatten mellan 95 och 100 grader och kort dragningstid (vanligtvis 20 sekunder lång första dragning, sedan adderar man ca fem sekunder för varje följande dragning) men med flera dragningar av samma teblad (ofta minst fler än fem). Liksom beredning av samtliga te-typer bör tebladen "tvättas" genom att det första vatten man häller på bladen sköljs bort utan att drickas (används ofta till uppvärmning av både koppar och Gong Dao Bei, kannan som används i syfte att jämnt distribuera te-drycken innan den delas ut mellan kopparna). Färgen på moget pu'er är rödbrun och doft och smak skiljer sig mycket karaktäristiskt från andra tesorter.